# Método Coulter
El método Coulter es usado para contar y medir el tamaño de partículas, detectando y midiendo los cambios en la resistencia eléctrica cuando una partícula suspendida en un líquido conductor pasa a través de una pequeña apertura.
Este método ha sido utilizado mayormente para la caracterización de células sanguíneas.
Cada célula suspendida en el líquido conductor, actúa como aislante.
Al momento en que la célula pasa a través de la apertura, incrementa momentáneamente la resistencia eléctrica entre dos electrodos sumergidos, uno a cada lado de la apertura. Esto genera un pulso eléctrico que puede ser contado y medido.
El número de pulsos nos da el conteo de células, y el tamaño del pulso eléctrico es proporcional al volumen de la célula.